# كايلي ليندسي
كايلي ليندسي (بالإنجليزية: Kylie Lindsay) هي لاعبة الاسكواش نيوزيلندية، ولدت في 13 أكتوبر 1983 في مطماطة في نيوزيلندا.

## وصلات خارجية
- كايلي ليندسي على موقع SquashInfo.com (الإنجليزية)
- كايلي ليندسي على موقع اتحاد ألعاب الكومنولث (مؤرشف) (الإنجليزية)